# Michael Maier
Michael Maier (1568 - 1622), médico, filósofo e alquimista alemão. Escreveu o tratado alquímico Atalanta Fugiens.
O Mito de Atalanta foi relacionado com a vida moderna em um artigo denominado Atalanta e Tempus Fugiens.